# Llanfynydd (Carmarthenshire)
Pour les articles homonymes, voir Llanfynydd.
Llanfynydd est un village et une communauté du Carmarthenshire, au pays de Galles. Il est situé à une quinzaine de kilomètres au nord-ouest de la ville de Carmarthen. Au moment du recensement de 2011, il comptait 499 habitants.